# NeXTcube

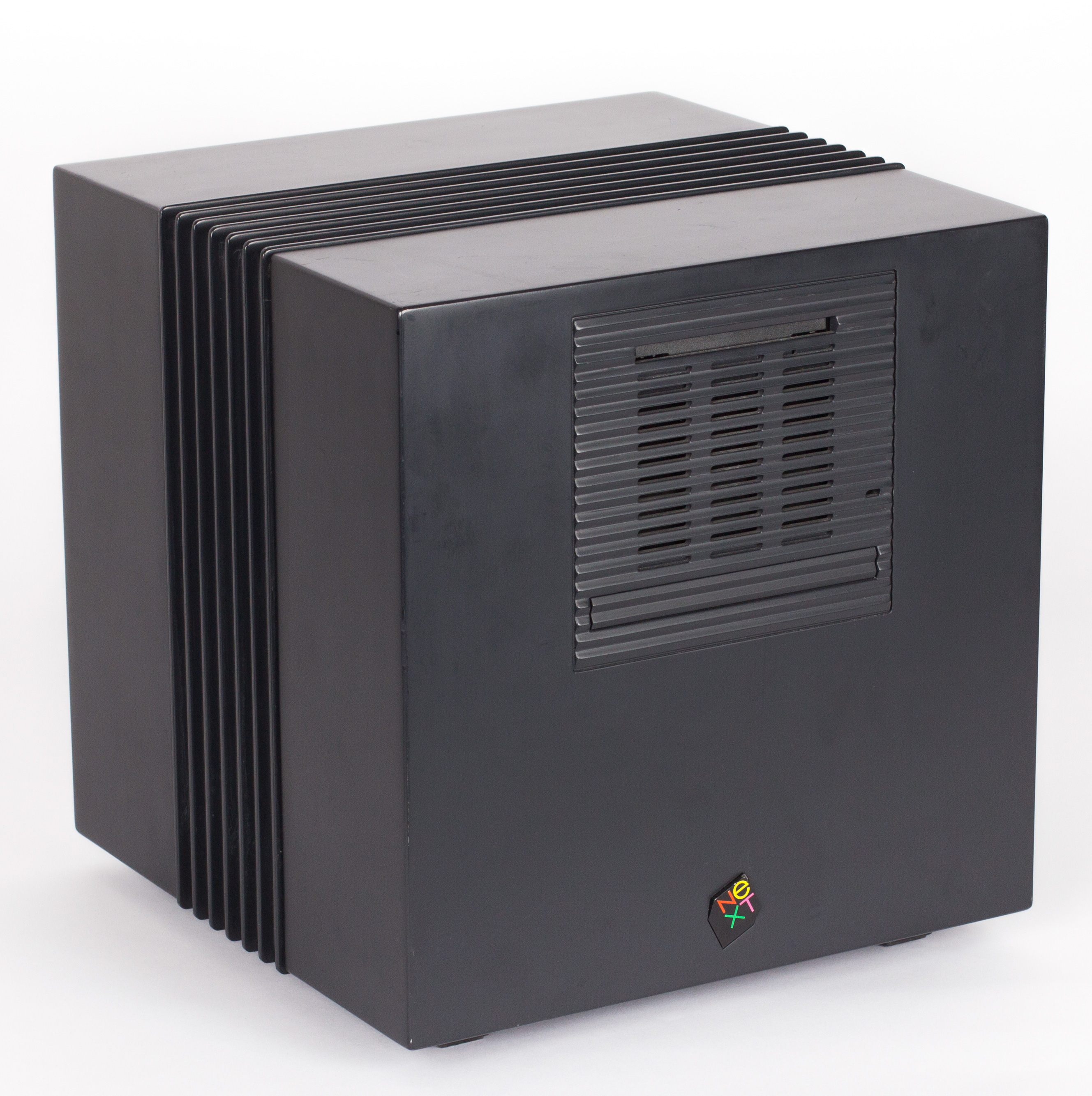
NeXTcube im charakteristischen würfelförmigen (engl. cube) Gehäuse aus Magnesium-Druckguss. Die Kantenlänge ist 30,5 cm (etwa 1 engl. Fuß).

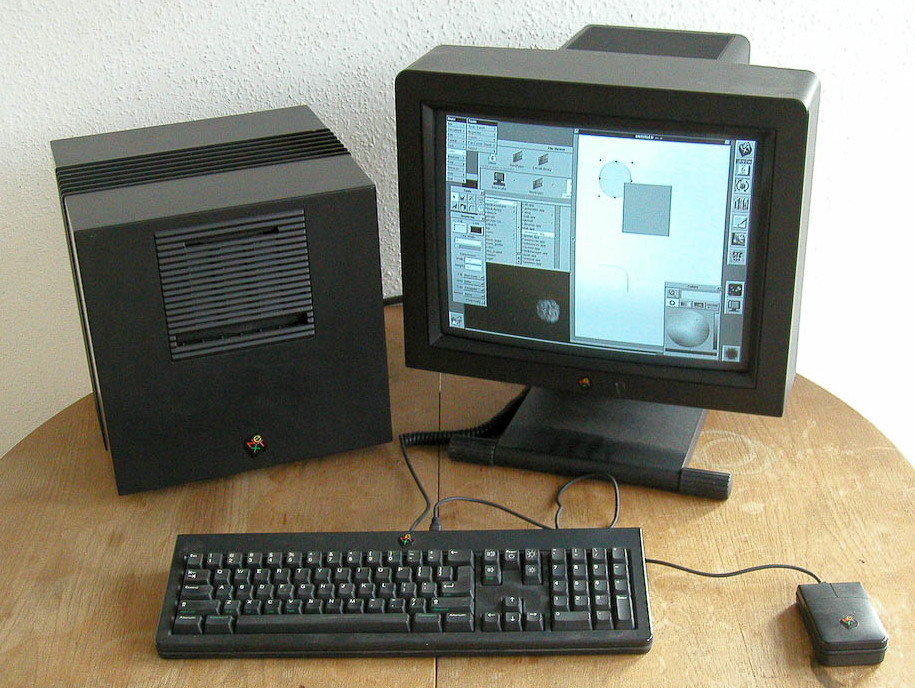
Für anfangs 6.500 US-Dollar erhielt der Käufer ein Komplett-System mit Rechner, Monitor, umfangreichem Softwarepaket sowie dem Betriebssystem NeXTstep. Maus und Tastatur verwendeten proprietäre Anschlüsse.

Der NeXT Computer von 1988 und sein sehr ähnliches Nachfolgemodell NeXTcube waren High-End-Workstations der Firma NeXT, die von 1988 bis 1993 gebaut wurden. Als Betriebssystem kam NeXTStep zum Einsatz, ein eigens entwickeltes Unix-Derivat, das später die Basis für Mac OS X bildete. Die Rechner wurden in einem würfelförmigen (engl. Cube) Gehäuse mit „1-foot“ (305 mm) Kantenlänge geliefert, das aus gegossenem Magnesium bestand, und kosteten anfangs rund 6.500 US-Dollar (entspricht inflationsbereinigt 2025 ca. 14.900 $ oder aktuell 13.800 €).
Die Rechner stellten in Bezug auf die Leistungsfähigkeit der Hardware, ihre umfangreiche Ausstattung, als auch die Ausgereiftheit und Bedienerfreundlichkeit des Betriebssystems Meilensteine dar.
Heute sind die NeXT-Computer vor allem durch die Tatsache bekannt, dass Tim Berners-Lee auf einem NeXTcube am Forschungszentrum CERN das World Wide Web und den ersten Webbrowser entwickelte. In diesem Zusammenhang entwickelte und betrieb er auch den ersten Webserver der Welt auf einem NeXTCube.

## Hardware

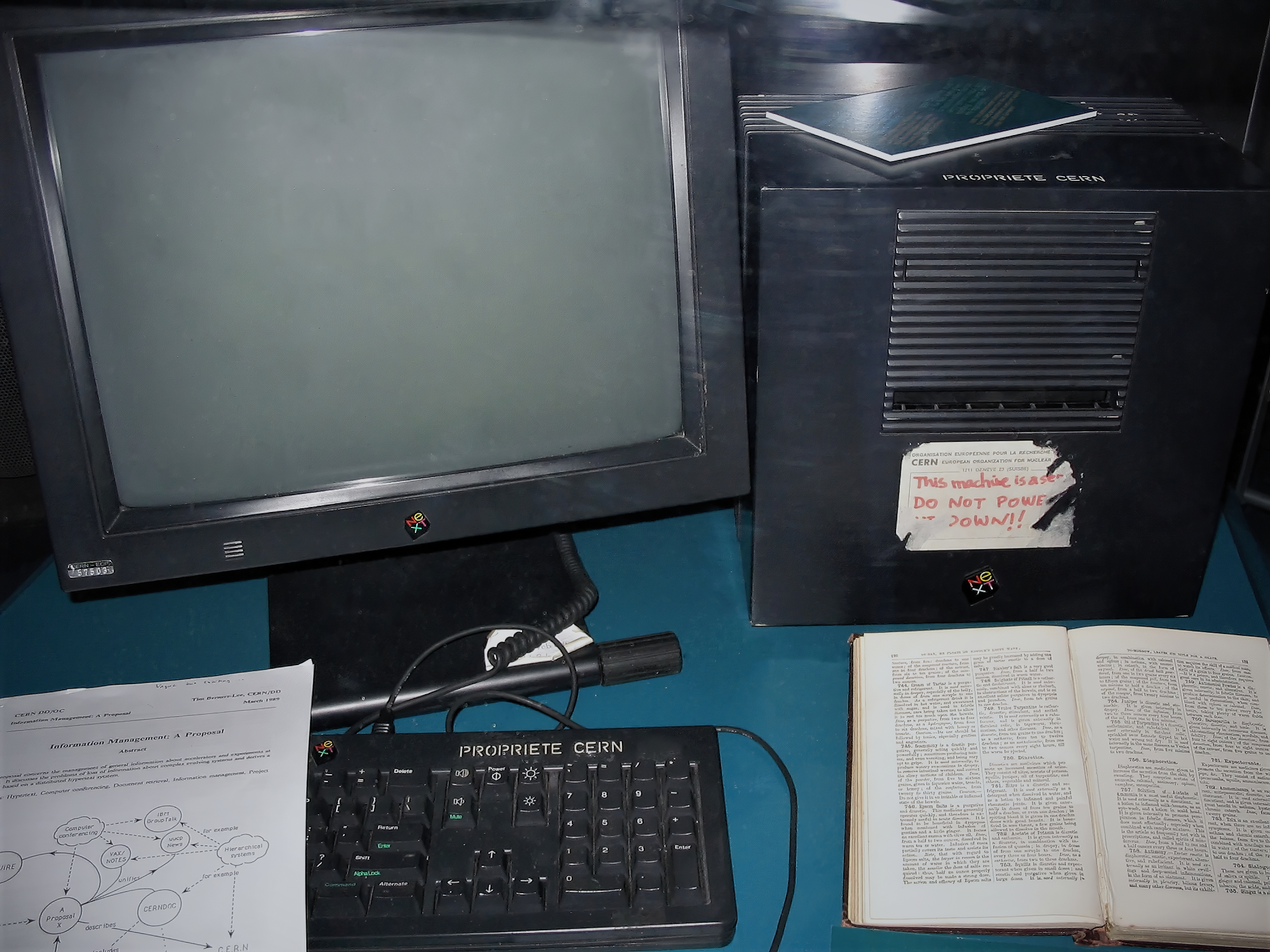
Der erste Webserver der Welt, entwickelt und implementiert von Tim Berners-Lee auf einem NeXTcube im Forschungszentrum CERN, ist heute im Science Museum in London ausgestellt.

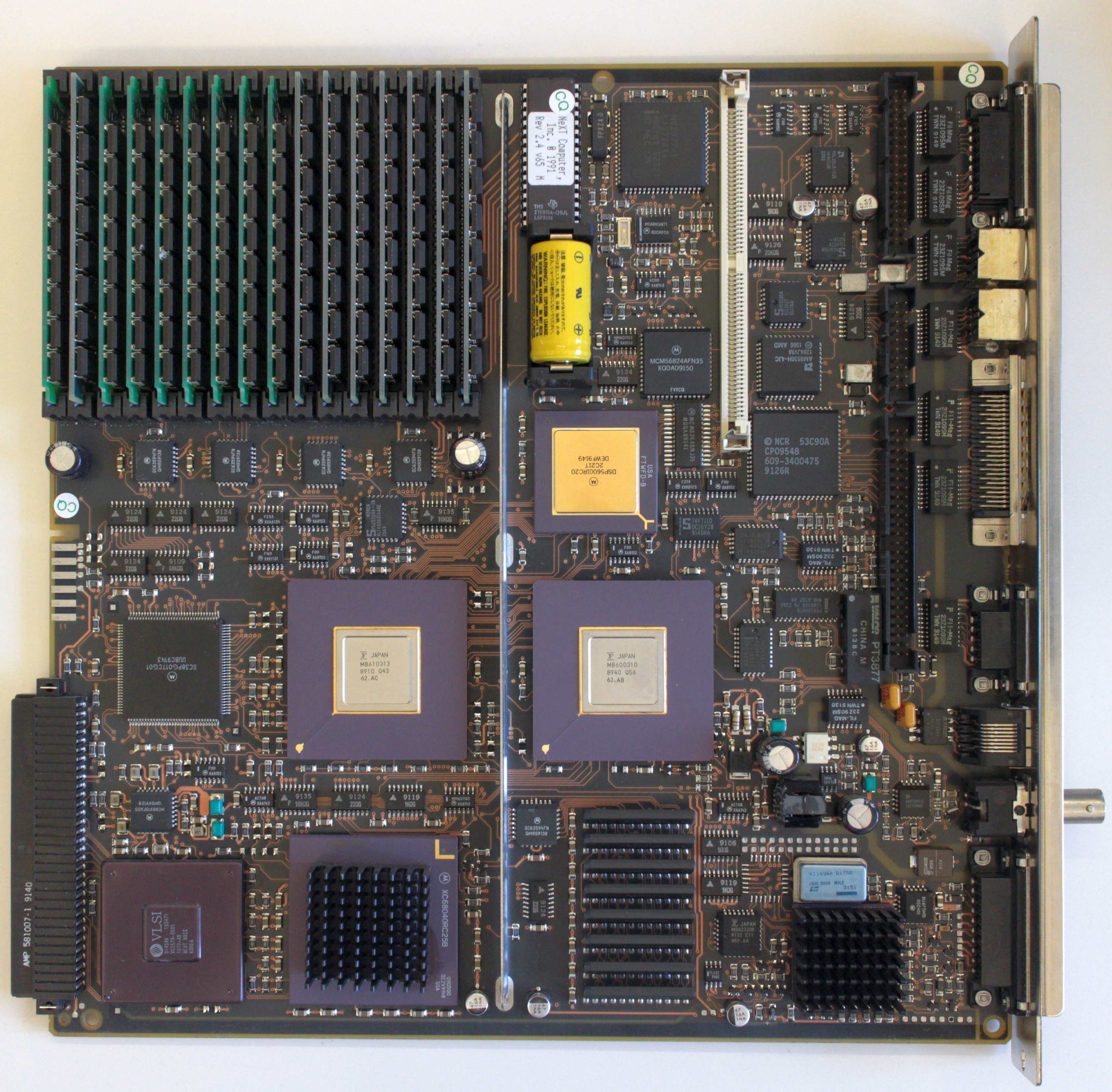
Die Hauptplatine des NeXTcube von 1990 mit Motorola 68040. Auf der rechten Seite sind die Schnittstellenbuchsen, auf der linken der Systembus. In der Vergrößerung sind die Bauteile erläutert.

Einzigartig war das verbaute Magneto-Optische Laufwerk statt einer Festplatte, obwohl letztere als Option erhältlich war. Die Workstation kam mit einem 17″-Graustufen-Monitor mit 1120 × 832 Pixeln mit eingebauten Lautsprechern.
Als CPU wurde ein Motorola 68030 mit einem 68882-Co-Prozessor für schnellere mathematische Berechnungen verbaut. Zudem gab es einen 56001 digitalen Signalprozessor (DSP) für Multimedia und zwei spezielle 6-Kanal-DMA-Controller, die die CPU bei Ein-/Ausgabe-Prozessen entlasteten.
Die Maus wurde an der Tastatur angeschlossen, diese wiederum am Monitor. Der Ein-/Ausschalter war in der Tastatur integriert, so dass nur der Betrieb mit der Originalperipherie möglich war, es sei denn, eine besondere Adapterbox kam zum Einsatz, an der ein VGA-Monitor und die Original-Tastatur und Maus angeschlossen werden konnten.

## Revisionen
1990 wurde ein geändertes Modell mit dem Namen NeXTcube herausgebracht. Er hatte einen 25 MHz 68040 Prozessor, eine Festplatte statt des bisher verwendeten MO-Laufwerks und ein Diskettenlaufwerk. Ein 33 MHz NeXTcube Turbo kam später.
NeXT brachte außerdem die NeXTdimension für den NeXTcube, eine Platinenerweiterung basierend auf dem Intel i860 Prozessor. Damit konnte z. B. ein 32-Bit PostScript Farbmonitor angeschlossen werden.

## Sonstiges
Der NeXT Computer und NeXTcube waren, unter anderem wegen der hohen Preise, kein großer kommerzieller Erfolg. Wegen ihres außergewöhnlichen Designs, das von dem auch für Apple tätigen Unternehmen frog design stammte, sind einige in Museen moderner Kunst ausgestellt, etwa in der Neuen Sammlung der Pinakothek der Moderne in München und im Museum of Modern Art in San Francisco.